# Styletoentomon
Styletoentomon är ett släkte av urinsekter. Styletoentomon ingår i familjen trakétrevfotingar.
Kladogram enligt Catalogue of Life:
| Styletoentomon | \| \| Styletoentomon rostratum \| \| \| \| \| \| Styletoentomon styletum \| \| \| \| |
|                | \| \| Styletoentomon rostratum \| \| \| \| \| \| Styletoentomon styletum \| \| \| \| |
|                | Anisentomon                                                                          |
|                |                                                                                      |
|                | Eosentomon                                                                           |
|                |                                                                                      |
|                | Isoentomon                                                                           |
|                |                                                                                      |
|                | Madagascarentomon                                                                    |
|                |                                                                                      |
|                | Neanisentomon                                                                        |
|                |                                                                                      |
|                | Paranisentomon                                                                       |
|                |                                                                                      |
|                | Pseudanisentomon                                                                     |
|                |                                                                                      |
|                | Zhongguohentomon                                                                     |
|                |                                                                                      |
|                | Styletoentomon rostratum                                                             |
|                |                                                                                      |
|                | Styletoentomon styletum                                                              |
|                |                                                                                      |

|  | Styletoentomon rostratum |
|  |                          |
|  | Styletoentomon styletum  |
|  |                          |